# بطولة أستراليا المفتوحة 1992 - الزوجي المختلط
في بطولة أستراليا المفتوحة 1992 - الزوجي المختلط فاز كل من نيكول برادتكه ومارك وودفورد على أرانتشا سانتشيث فيكاريو وتود وودبريدج في المباراة النهائية بنتيجة 6–3، 4–6، 11–9.

## التوزيع
1. أرانتشا سانتشيث فيكاريو /  تود وودبريدج (النهائي)
2. جيل هيثرنجتون /  جلين ميتشيباتا (الجولة الأولى)
3. نيكول برادتكه /  مارك وودفورد (البطولة)
4. نتاشا زفريفا /  جيم بف (ربع النهائي)
5. روبن وايت (تنس) /  سكوت ديفيز (تنس) (نصف النهائي)
6. مرسيدس باز /  ليوناردو لافال (الجولة الأولى)
7. مانون بوليجراف /  توم نيسن (الجولة الثانية)
8. لاريسا نيلاند /  Sven Salumaa (الجولة الثانية)

## المباريات

### مفتاح
- Q = متأهل Qualifier
- WC = وايلد كارد Wild Card
- LL = خاسر محظوظ Lucky Loser
- Alt = بديل Alternate
- SE = Special Exempt
- PR = تصنيف محمي Protected Ranking
- w/o = فوز سهل Walkover
- r = انسحاب Retired
- d = Defaulted
- SR = Special ranking
- ITF = ITF entry
- JE = Junior exempt

### النهائي
| النهائي |                                      |   |   |    |
|         |                                      |   |   |    |
|         |                                      |   |   |    |
| 1       | أرانتشا سانتشيث فيكاريو تود وودبريدج | 3 | 6 | 9  |
| 3       | نيكول برادتكه مارك وودفورد           | 6 | 4 | 11 |